# IC 4741
IC 4741 ist eine Spiralgalaxie mit ausgedehnten Sternentstehungsgebieten vom Hubble-Typ Sab im Sternbild Pfau am Südsternhimmel. Sie ist schätzungsweise 203 Millionen Lichtjahre von der Milchstraße entfernt und hat einen Durchmesser von etwa 85.000 Lj.

Im selben Himmelsareal befinden sich u. a. die Galaxien IC 4742, IC 4744, IC 4748, IC 4752.
Das Objekt wurde am 20. Juli 1901 von DeLisle Stewart entdeckt.